# Bój pod Suchą Wolą

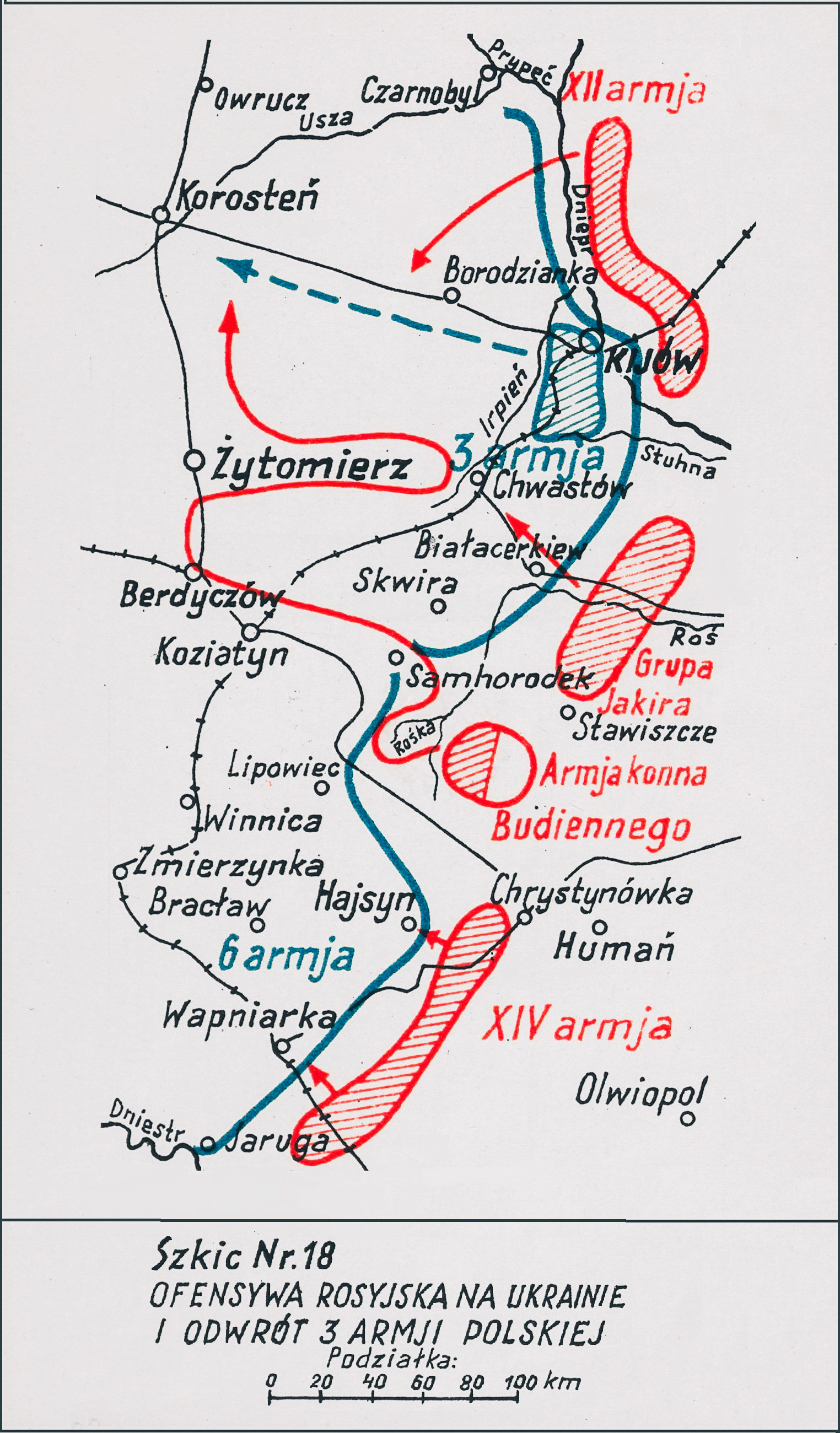
Adam Przybylski,
Wojna Polska 1918–1921

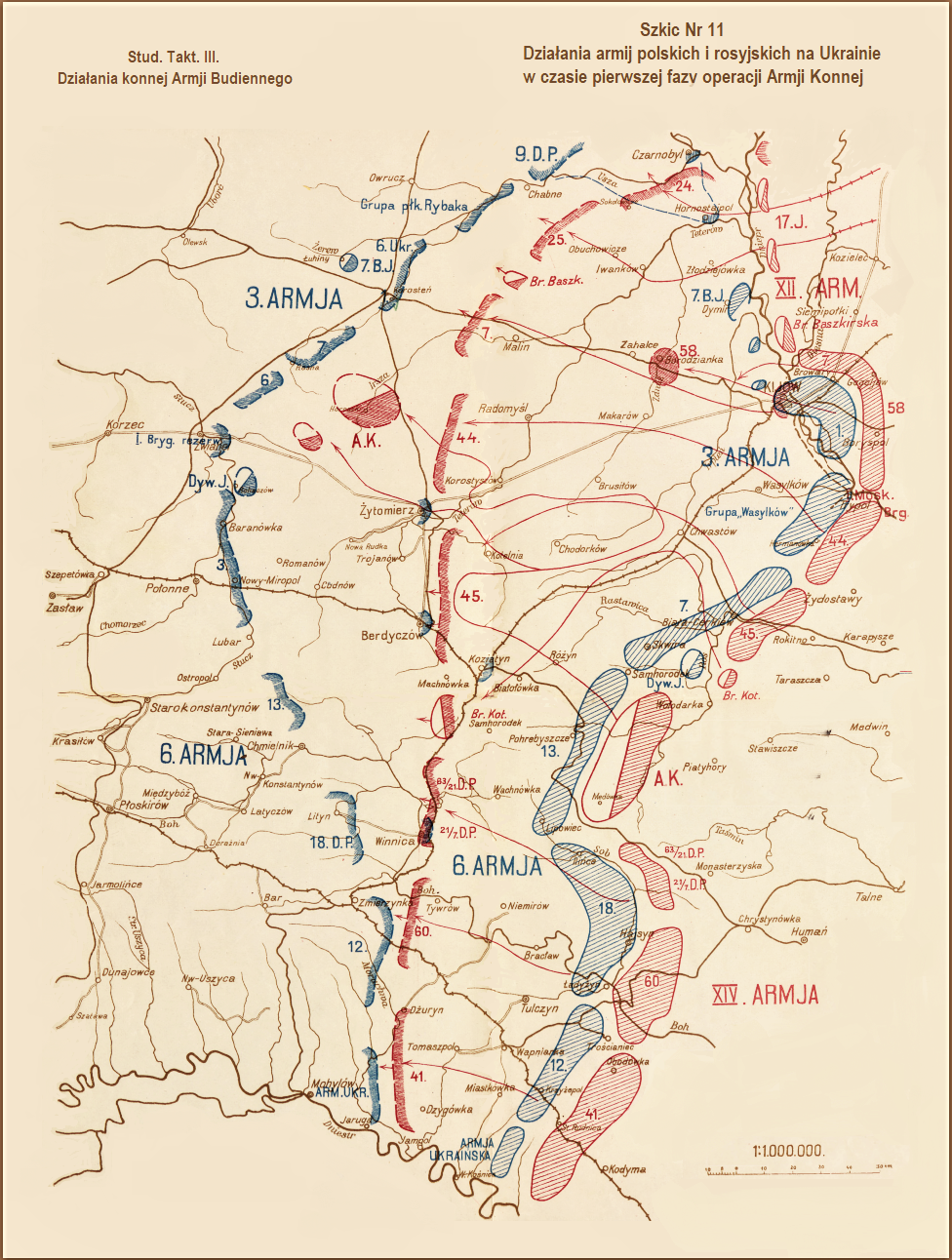
Mieczysław Biernacki,
Działania armji konnej Budiennego w kampanji polsko-rosyjskiej 1920 r.

Bój pod Suchą Wolą – walki polskiego 1 pułku piechoty Legionów z 21 pułkiem kawalerii z 1 Armii Konnej Siemiona Budionnego toczone w okresie ofensywy Frontu Południowo-Zachodniego w czasie wojny polsko-bolszewickiej.

## Sytuacja ogólna
Po spektakularnym sukcesie wojsk polskich na Ukrainie i zajęciu 7 maja 1920 Kijowa, front ustabilizował się na linii od Prypeci, wzdłuż Dniepru, przez Białą Cerkiew, Skwirę, Lipowiec, Bracław, Wapniarkę do Jarugi nad Dniestrem.
Armia Czerwona wykorzystała zastój na reorganizację sił i przygotowanie ofensywy. W rejon działań przybyła 1 Armia Konna Siemiona Budionnego. 26 maja rozpoczęła się sowiecka ofensywa na Ukrainie, a już 5 czerwca trzy dywizje sowieckiej 1 Armii Konnej przełamały trwale polski front na odcinku obrony grupy gen. Jana Sawickiego.
Sowiecki plan kontrofensywy na Ukrainie przewidywał odcięcie polskiej 3 Armii gen. Edwarda Rydza-Śmigłego, zgrupowanej w rejonie Kijowa, poprzez opanowanie Korostenia siłami 12 Armii oraz Koziatyna i Żytomierza przez 1 Armię Konną Siemiona Budionnego. 10 czerwca odwrót spod Kijowa w kierunku na Korosteń rozpoczęła polska 3 Armia. Od wschodu na Korosteń kierowała się też Grupa Golikowa w składzie 25. i 7 Dywizje Strzelców oraz Baszkirska Brygada Kawalerii, a od południowego zachodu 1 Armia Konna. 16 czerwca polska 3 Armia dotarła do Uszy i rozpoczęła zajmowanie wyznaczonych jej pozycji obronnych. Aby udaremnić zamiary nieprzyjaciela  i osłabić konarmię, utworzona została grupa gen. Jana Romera. Grupa miała uderzyć  na lewe skrzydło kawalerii sowieckiej.

## Walki pod Suchą Wolą
Po odejściu 6 Dywizji Piechoty do grupy gen. Romera, zadanie ubezpieczenia południowego skrzydła 3 Armii przejęła grupa podpułkownika Stefana Dęba-Biernackiego (Grupa Wasylków). W jej składzie walczył między innymi 1 pułk piechoty Legionów. W południe 20 czerwca kolumna 1 pułku piechoty Legionów  osiągnęła  Słobodę Baranówkę i nawiązała łączność z pododdziałami 12 pułku piechoty rozmieszczonego w Słobodzie Zielenicy. Dowódca grupy płk Stefan Dąb-Biernacki polecił dowódcy 1 pp Leg. kpt. Janowi Kruszewskiemu wysłać do Suchej Woli dwie kompanie z zadaniem przeprowadzenia rozpoznania.
Około 16.00 wzmocnione dwoma plutonami ckm-ów kompanie pod wspólnym dowództwem  por. Stefana Holinkowskiego rozpoczęły marsz. Szpicę czołową stanowiła 6 kompania podporucznika Franciszka Sobolty. Za nią maszerowała kompania 5 porucznika Nacewicza. Pod wsią kompanie rozwinęły się w tyralierę i podeszły pod zabudowania. Wtedy kawaleria Budionnego otworzyła zmasowany ogień z broni strzeleckiej i czterech dział, a chwilę potem z obu skrzydeł ruszyła szarża kilku szwadronów 21 pułku kawalerii. Mimo zaskoczenia, wykorzystując ogień zaporowy swoich karabinów maszynowych, por. Holinkowski zdołał zebrać obie kompanie na pobliskim wzgórzu. Ustawione w czworobok kompanie zaczęły wycofywać się na Słobodę Baranówkę. Na polu walki pozostały obsługi ckm, prawie całkowicie wybite przez Kozaków. W czasie odwrotu duże straty zadawał Polakom ogień cekaemów na taczankach i szarże kawalerii. Broniono się bagnetami i granatami. Ciężko ranny por. Stefan  Holinkowski, popełnił samobójstwo. Zgromadzone w lasku i w samotnej zagrodzie resztki obu kompanii pod dowództwem  podporucznika Chmury stawiły zdeterminowany opór. Z pomocą pospieszyły im dwie kompanie I batalionu 1 pp Leg. wsparte ogniem II/1 pułku artylerii polowej Legionów.
Sowiecka kawaleria została zmuszona do odwrotu.

## Bilans walk
Pod Suchą Wolą  pododdziały 1 pułku piechoty Legionów poniosły klęskę. Była ona jedyną porażką 1 Dywizji Piechoty Legionów w walce z 1 Armią Konną. Przyczyną był błąd  płk. Stefana Dęba-Biernackiego, który wysłał na rozpoznanie silnego zgrupowania kawalerii pododdziały pozbawione możliwości wsparcia sił głównych, w tym wsparcia ogniowego.1 pułk piechoty Legionów w walce stracił 38 poległych, 89 rannych, 29 zaginionych oraz dziesięć ciężkich karabinów maszynowych. Z dziewięciu oficerów obu kompanii pozostało w szeregach tylko dwóch. Straty sowieckie to około  czterdziestu poległych i rannych.  